# Phrynidius echinus
Phrynidius echinus là một loài bọ cánh cứng trong họ Cerambycidae.